# Durand (Michigan)
Durand – miasto w Stanach Zjednoczonych, w stanie Michigan, w hrabstwie Shiawassee.